# Pseudopezomachus masii
Pseudopezomachus masii är en stekelart som beskrevs av Nixon 1940. Pseudopezomachus masii ingår i släktet Pseudopezomachus och familjen bracksteklar. Inga underarter finns listade i Catalogue of Life.